# وسائل الإعلام للبيع بالتجزئة
وسائل الإعلام للبيع بالتجزئة هي التسويق للمستهلكين عند نقطة الشراء أو بالقرب منها، أو نقطة الاختيار بين العلامات التجارية أو المنتجات المتنافسة. تشمل التقنيات الشائعة الإعلان داخل المتجر والإعلان عبر الإنترنت وأخذ العينات وبطاقات الولاء والقسائم
يعد تخطيط واستخدام وسائل الاعلام بالتجزئة مكونا رئيسيا في تقديم حملات تسويق المتسوقين.أصبحت قنوات وسائط البيع بالتجزئة مهمة للترويج للسلع والخدمات عند نقاط الشراء والاستهلاك أو بالقرب منها أو حتى أبعد من ذلك. يتم الآن أخذ وسائل الإعلام للبيع بالتجزئة على محمل الجد من قبل معظم وكالات الإعلام التقليدية.
نشأت وسائل الإعلام للبع بالتجزئة كوسائط متاحة داخل بيئة البيع بالتجزئة. لقد تطور هذا الآن إلى تخصص إعلامي في حد ذاته مع إضافة قنوات إعلامية جديدة للبيع بالتجزئة. تصل وسائل البيع بالتجزئة الآن خارج بيئة البيع بالتجزئة لتشمل القنوات الإعلامية مثل تسويق برنامج الولاء والقسائم والمنشورات و اعلانات وسائل النقل ( اعلانات سيارات البيع بالتجزئة وما إلى ذلك)
على الرغم من وجود العديد من قنوات وسائط البيع بالتجزئة داخل متجر/بيئة متاجر التجزئة، إلا أن القنوات الإعلامية نفسها ليست دائما "مملوكة" أو تديرها من قبل تجار التجزئة. يتم تشغيل العديد من قنوات وسائط البيع بالتجزئة بشكل مستقل من قبل شركات الإعلام المتخصصة التي تدير أيضا وسائل الإعلام الأخرى خارج بيئة البيع بالتجزئة.

## السياق والاستهداف
يتم تعريف قنوات وسائط البيع بالتجزئة إلى حد كبير من خلال سياق بائع التجزئة. تصل غالبية قنوات وسائط البيع بالتجزئة إلى جمهورها عند نقطة الشراء أو نقطة الاختيار أو بالقرب منها. تشير الأبحاث إلى أن وسائل الإعلام الموضوعة عند نقاط الاختيار / الشراء أو بالقرب منها يمكن أن يكون لها تأثير كبير على قرارات الشراء (PoS) لقد تعلم مالكو وسائل الإعلام والوكالات المزيد في السنوات الأخيرة عن قيمة القنوات الإعلامية للبيع بالتجزئة.
هناك احتمال لتضارب المصالح بين بائع التجزئة الذي يبيع وسائل الإعلام و بائع السلع الاستهلاكية  الذي يشتري وسائل الإعلام، وهذا هو السبب في أن تجار التجزئة غالبا ما يشركون مالك وسائط تابع لجهة خارجية لتشغيل وبيع المساحات الإعلامية نيابة عنهم.

## التحديات
مقاييس الجمهور: هناك عدة طرق لتقييم الجمهور لوسائل الإعلام للبيع بالتجزئة، سواء كان إجمالي الإقبال أو الجماهير المجزأة أو زيادة المبيعات المنسوبة إلى قنوات وسائط البيع بالتجزئة.
عملية الشراء: اعتمادا على بائع التجزئة والمنتج ودورة المبيعات وقناة وسائط البيع بالتجزئة وغيرها من المخاوف، هناك دورات مبيعات وسائط مختلفة لتناسب المتطلبات الخاصة.

## الوكالات
نظرًا للطبيعة المتخصصة لبرامج وسائط البيع بالتجزئة ، يتجه المعلنون بشكل متزايد إلى وكالات وسائط البيع بالتجزئة المخصصة لتسهيل الحملات التي تستهدف المتسوقين.
تساعد وكالات الإعلام للبيع بالتجزئة في ربط تجار التجزئة مثل وول مارت وسام كلوب بالعلامات التجارية المهتمة بتقديم رسالتها للمستهلكين أثناء تنقلهم في طريق الشراء.
في المملكة المتحدة، كانت واحدة من أوائل الوكالات المتخصصة في هذا المجال هي ريتيل ماركيتينغ إنترناشيونال (Retail Marketing International)، التي طورت "نظام تشغيل البرمجيات" المعروف باسم BASE؛ وهي منصة يستخدمها تجار التجزئة و بائعين السلع الاستهلاكية لتشغيل تسويق المتسوقين. بدأت وكالات الإعلان التقليدية في فهم قوة التسويق للمتسوقين، في ضوء الحصة الإجمالية لميزانيات التسويق التقليدية التي يتم توجيهها أكثر نحو وسائل الإعلام "التسوق" و"الرقمي"، بعيدا عن وسائل الإعلام الأقل كفاءة والأقل قابلية للقياس الكمي مثل التلفزيون والصحافة المحلية والإذاعة.

## الشبكات الإلكترونية
شبكات وسائط البيع بالتجزئة هي قنوات تغطي تجار التجزئة الأفراد أو تجار التجزئة المتعددين. يمكن أن تتراوح من الملصقات الثابتة ومواد نقاط البيع والمواد السمعية أو المرئية أو الرقمية والعديد من الأشياء بينهما. لذلك يمكن للشبكات توفير حلول شراء جمهور البث والبث المحدود. نظرا لأن المتسوقين يقضون بعض الوقت في المتاجر، يصبح من الصعب عليهم تجنب الإعلانات داخل المتجر وهذا يمكن أن يفيد المعلنين، الذين لا يمكنهم فقط ضمان مشاهدة حملاتهم، ولكن يمكن أيضا التصرف بناء عليها، خاصة إذا كان المنتج المعلن عنه متاحا في المتجر.
توفر شبكات وسائط البيع بالتجزئة الآن المساءلة في توفير تقنيات قياس الجمهور بنفس طريقة وسائل الإعلام الإذاعية أو المطبوعة التقليدية.

## انظر ايضآ
- لوحة رقمية
- تجارة التجزئة
- تصميم بالتجزئة
- تجارة مرئية